# Ken Rosewall

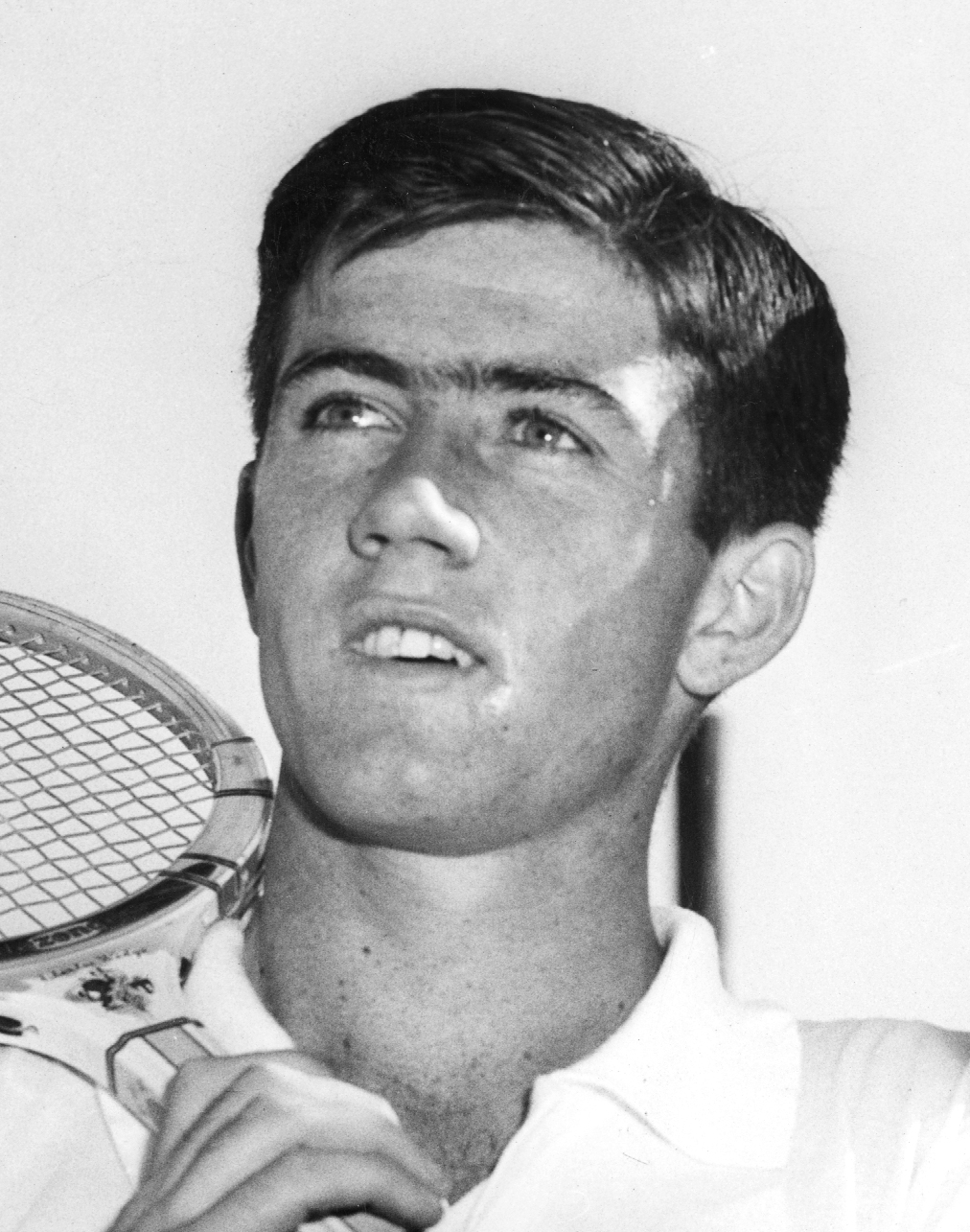
Ken Rosewall.

Kenneth Robert "Ken" Rosewall, född 2 november 1934 i Sydney, Australien, är en australisk tidigare tennisspelare. Ken Rosewall är känd som, "den bäste tennisspelaren som aldrig vunnit Wimbledon". Han nådde fyra gånger singelfinal i Wimbledonmästerskapen, den första 1954 mot Jaroslav Drobny och sista gången tjugo år senare, 1974 mot Jimmy Connors, men lyckades alltså aldrig vinna. Han vann under sin karriär åtta singeltilar i tennisens övriga tre Grand Slam-turneringar.
Ken Rosewall upptogs 1980, tillsammans med landsmannen Lew Hoad, i International Tennis Hall of Fame.

## Tenniskarriären

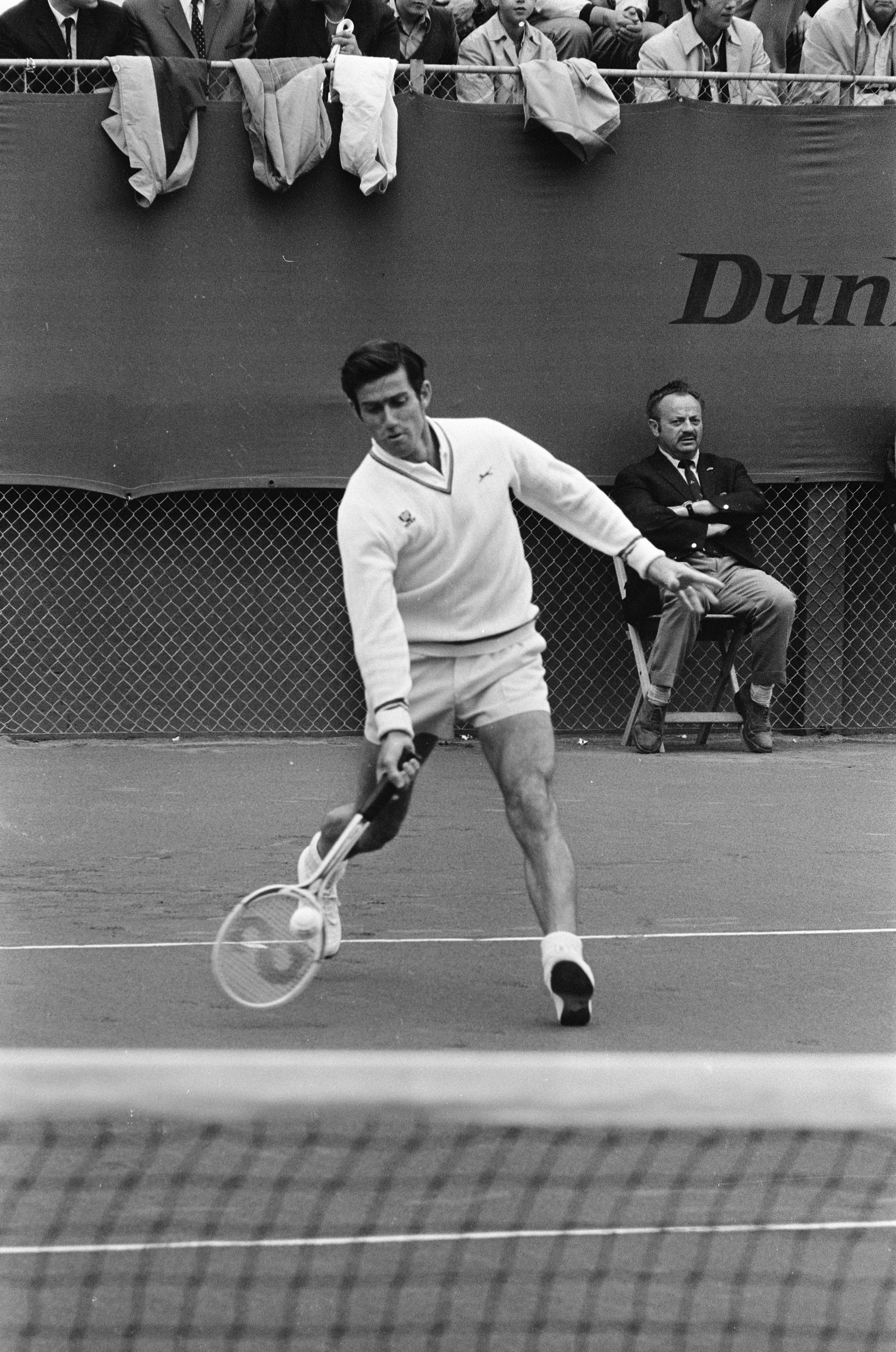
Ken Rosewall, 1970.

Ken Rosewall vann under karriären åtta singeltilar i Grand Slam-turneringar, fyra gånger som amatör (1953-56) och fyra gånger som professionell spelare efter 1968, då tennisens "Open era" inleddes. Han vann sin första GS-titel i singel 1953 (Australiska mästerskapen) och sin sista 1972 (Australiska öppna). Efter att ha förlorat singelfinalen i Wimbledonmästerskapen 1956 mot barndomskamraten och tennisrivalen Lew Hoad, lyckades Rosewall samma säsong få revansch i finalen i Amerikanska mästerskapen. På det sättet stäcktes Hoads förhoppningar om en äkta Grand Slam i singel. Totalt vann Rosewall 9 GS-titlar i dubbel. Han var nära en äkta Grand Slam i dubbel 1953 och 1956 tillsammans med Hoad. 
Tillsammans med Hoad vann han 1953, -55 och -56 Davis Cup-titeln, under ledning av den legendariske tränaren Harry Hopman.

### Proffstiden
Ken Rosewall skrev på proffskontrakt 1956. Under sitt första år som proffs mötte han "proffskungen" Pancho Gonzales i en man mot man-turnering. Han förlorade den duellen med 50-26 i matcher. Under hela sin professionella karriär kom han sedan att stå något i skuggan av sina kolleger. Särskilt dominanta under den tiden var Lew Hoad, Rod Laver och Pancho Gonzales. Han lyckades dock besegra just dessa spelare vid inte mindre än 11 finaler i de professionella tennismästerskaps-turneringarna. Han vann sålunda Wembley World Pro fem gånger, US Pro tre gånger och French Pro tre gånger. I sex av dessa finaler besegrade han Rod Laver.

## Tennisspelaren Rosewall
Ken Rosewall var född i en tennisspelande familj. Han var naturligt vänsterhänt, men fadern, Robert Rosewall, tränade honom redan mycket tidigt och tvingade honom då att spela med höger hand. Rosewall utvecklades till en spelare som var mycket snabb med god balans i sina rörelser. Han hade en välplacerad men inte särskilt hård serve. Hans bästa slag var volleyn och en skuren (underskruvad) ytterst effektiv backhand. Hans backhand betraktas av många, jämte Donald Budges backhand, som den bästa i världen någonsin. Ken Rosewall var visserligen kortväxt, men hans snabbhet och därtill jämna temperament gjorde honom till en skicklig spelare på alla underlag. Han var aktiv ända till 1977, då han vann sin sista turneringsseger.

## Grand Slam-finaler, singel (16)

### Titlar (8)
| År       | Mästerskap                   | Finalmotståndare | Setsiffror         |
| 1953     | Australiska mästerskapen     | Mervyn Rose      | 6-0, 6-3, 6-4      |
| 1953     | Franska mästerskapen         | Vic Seixas       | 6-3, 6-4, 1-6, 6-2 |
| 1955     | Australiska mästerskapen (2) | Lew Hoad         | 9-7, 6-4, 6-4      |
| 1956     | Amerikanska mästerskapen     | Lew Hoad         | 4-6, 6-2, 6-3, 6-3 |
| Open Era |                              |                  |                    |
| 1968     | Franska mästerskapen (2)     | Rod Laver        | 6-3, 6-1, 2-6, 6-2 |
| 1970     | US Open (2)                  | Tony Roche       | 2-6, 6-4, 7-6, 6-3 |
| 1971     | Australiska öppna (3)        | Arthur Ashe      | 6-1, 7-5, 6-3      |
| 1972     | Australiska öppna (4)        | Malcolm Anderson | 7-6, 6-3, 7-5      |

### Finalförluster (8)
| År       | Mästerskap               | Finalmotståndare | Setsiffror              |
| 1953     | Amerikanska mästerskapen | Tony Trabert     | 7-9, 3-6, 3-6           |
| 1954     | Wimbledon                | Jaroslav Drobny  | 11-13, 6-4, 2-6, 7-9    |
| 1956     | Australiska mästerskapen | Lew Hoad         | 4-6, 6-3, 4-6, 5-7      |
| 1956     | Wimbledon                | Lew Hoad         | 2-6, 6-4, 5-7, 4-6      |
| Open Era |                          |                  |                         |
| 1969     | Franska öppna            | Rod Laver        | 4-6, 3-6, 4-6           |
| 1970     | Wimbledon                | John Newcombe    | 7-5, 3-6, 2-6, 6-3, 1-6 |
| 1974     | Wimbledon                | Jimmy Connors    | 1-6, 1-6, 4-6           |
| 1974     | US Open                  | Jimmy Connors    | 1-6, 0-6, 1-6           |

## Övriga Grand Slam-titlar
- Australiska mästerskapen
  - Dubbel - 1953, 1956, 1972
- Franska mästerskapen
  - Dubbel - 1953, 1968
- Wimbledonmästerskapen
  - Dubbel - 1953, 1956
- US Open i tennis
  - Dubbel - 1956, 1969,
  - Mixed dubbel - 1956

## Titlar iProfessionella tennismästerskap
1957 : Wembley World Pro
1958 : French Pro
1960 : French Pro
1961 : Wembley World Pro, French Pro
1962 : Wembley World Pro, French Pro
1963 : Wembley World Pro, French Pro, US Pro
1964 : French Pro
1965 : French Pro, US Pro
1966 : French Pro
1968 : Wembley World Pro
1971 : US Pro